# Parité de pouvoir d'achat
Pour les articles homonymes, voir Parité et PPA.
| > 60 000 $ 50 000$ - 60 000 $ 40 000 $ - 50 000 $ 30 000 $ - 40 000 $ | 20 000 $ - 30 000 $ 10 000 $ - 20 000 $ 5 000 $- 10 000 $ 2 500 $ - 5 000 $ | 1 000 $ - 2 500 $ < 1 000 $ Pas de données |

Pays ou territoires par PIB (PPA) per capita en 2023.

La parité de pouvoir d'achat (PPA, ou PPP de l'anglais "purchasing power parity") (on parle de valeurs mesurées en parité de pouvoir d'achat) est une méthode utilisée en économie pour établir une comparaison, entre pays, du pouvoir d'achat des devises nationales, ce qu’une simple utilisation des taux de change ne permet pas de faire.

## Explications
Le pouvoir d'achat d’une quantité donnée d’argent dépend en effet du coût de la vie, c’est-à-dire du niveau général des prix. La PPA permet de mesurer combien une devise permet d’acheter de biens et services dans chacune des zones que l’on compare.
Les économistes forment un « panier » normalisé de biens et de services, dont le contenu peut être sujet à discussion.
La monnaie couramment utilisée comme référence est le dollar américain, pris à une année donnée.

### Lois de prix unique (LPU) et parité du pouvoir d'achat (PPA)
Dans un marché global et unifié, sans coûts de transport, les produits identiques ont tous le même prix au même instant et à tous les endroits de ce marché : c'est la loi de prix unique.
Cette loi, de nature microéconomique, est théorique. Elle se définit produit par produit, manufacturé ou non (par exemple le cuivre, le café, le ciment, les pneus d'une dimension donnée, une canette de boisson, un hamburger, ce dernier parfois utilisé comme indice rudimentaire de PPA à lui tout seul — l'indice Big Mac). Le monde réel fournit des exemples d'autant plus proches de cette situation théorique que les produits considérés sont mieux standardisés et moins coûteux à transporter.
Pour la plupart des produits au contraire, les hypothèses sur lesquelles cette loi repose ne sont pas vérifiées, car le monde est loin d'être un marché unique : les coûts de transport ne sont pas nuls, les réglementations diffèrent en fonction des pays, les droits de douane appliqués aux importations augmentent leurs prix de vente. Par ailleurs, les coûts de fabrication varient fortement en fonction des pays : certaines ressources naturelles sont plus ou moins abondantes, le climat varie, le coût de la main-d'œuvre varie fortement. Les prix sont donc différents d'un endroit à l'autre.
Cependant on peut considérer que le consommateur d'un pays substitue à certains produits plus chers dans son pays certains autres moins chers[réf. souhaitée]. Il y a donc non pas un seul produit, mais un ensemble de produits nécessaires à la vie du consommateur moyen. C'est le « panier », qui reflète les habitudes de consommation : au Japon la quantité de protéines nécessaire à la vie est apportée par du soja et du poisson alors qu'en France elle est apportée par de la viande de volaille ou de bovidés.
La loi de parité du pouvoir d'achat exprime un coût égal du panier dans tous les pays ayant un niveau de vie raisonnablement comparable. C'est une loi de nature macroéconomique.

## Utilisation
Les taux de change PPA sont utilisés avant tout dans les comparaisons internationales de niveau de vie. La comparaison internationale des PIB en PPA conduit à ne pas prendre en compte les différences de prix existant entre les pays. Les écarts entre les taux de change réels et les taux de change PPA peuvent être significatifs. Ainsi, lorsque le yen, la monnaie japonaise, est surévalué, comme en 1999, le PIB par habitant paraît beaucoup plus élevé que son équivalent américain, alors que mesuré en PPA, il est en réalité beaucoup plus bas.
Cette méthode permet de s'affranchir de trois problèmes :
- les taux de change des devises peuvent connaître des variations subites et brutales sans qu'il y ait modification des conditions économiques. Une comparaison internationale des évolutions à court terme serait faussée par une utilisation des taux de change du marché ;
- les devises des pays pauvres sont systématiquement sous-évaluées sur les marchés internationaux du fait de leur moindre productivité (c’est l’effet Balassa-Samuelson) ;
- certains pays fixent administrativement le taux de change de leur devise. Cela a pour effet de fausser les statistiques et les comparaisons internationales. C'était en particulier le cas des pays d’Europe de l'Est avant 1989.

L'utilisation des PPA permet de s'affranchir de ces trois effets.
La PPA est parfois utilisée comme un indicateur de la sous-évaluation ou surévaluation d'une devise par rapport à une autre sur le marché des changes. L'exercice est hasardeux, compte tenu des incertitudes inhérentes à cet instrument de mesure.

## PPA absolue
La PPA absolue définit un cours de change entre deux monnaies. Elle est déterminée en définissant un panier de consommation dans un pays A et en évaluant le prix d’un panier « semblable » dans un pays B par la formule :
{\displaystyle PPA_{t}={\frac {P_{t}}{P_{t}^{*}}}.}
où PPAt est la PPA absolue entre les deux pays sur la période t, et Pt est le prix sur la période t du panier de référence dans le pays A. L'autre pays, B, est marqué par un astérisque.
Pour prendre un exemple chiffré, fictif, si un panier de produits évalués à 1 000 $ aux États-Unis a un coût moyen de 900 € en France, alors le taux de change en PPA du dollar par rapport à l'euro sera de 0,90. Ce taux est calculé indépendamment du cours de l’euro en dollar utilisé sur les marchés internationaux, qui peut fortement fluctuer.
La PPA absolue fait le lien entre le PIB et le PIB en PPA. Lors d'une comparaison entre plus de deux pays, le prix de référence {\displaystyle P_{t}^{*}} est celui d'un pays unique pour l'ensemble des pays car une référence de prix unique est nécessaire pour ne pas capturer les différences de coûts de la vie : 
{\displaystyle PIB\ PPA_{t}={\frac {PIB_{t}}{PPA_{t}}}}

## PPA relative
La PPA relative mesure la variation de la PPA entre deux périodes. Elle s'exprime ainsi :
{\displaystyle {\frac {PPA_{t}}{PPA_{t-1}}}={\frac {P_{t}/P_{t-1}}{P_{t}^{*}/P_{t-1}^{*}}}}
où PPAt est le taux de change et Pt est le prix à la période t. Le pays étranger est marqué par un astérisque.
Une variation de la PPA relative permet de mettre en évidence une différence d’inflation entre deux régions du monde.

## Limites de l’indicateur
Plusieurs arguments limitent la pertinence et l’usage des PPA :
- les PPA peuvent varier de façon très importante suivant le choix du panier de produits. En ce sens, il est soumis aux mêmes limitations que les indices des prix ;
- les habitudes de consommation et les choix sont parfois très variables entre pays. Les produits consommés par les populations en dépendent et construire deux paniers équivalents est un travail très subjectif ;
- les différences de qualité pour deux produits mis en équivalence sont difficiles à évaluer ;
- les prix peuvent beaucoup varier à l’intérieur d’un même pays. Le prix d’un verre de bière est beaucoup plus élevé dans un bar sur les Champs-Élysées que dans un village du Massif central ;
- les prix des produits importés dépendent du taux de change. Une modification du taux de change a donc une influence sur la PPA alors que celle-ci est construite pour définir une parité de change décorrélée du marché des changes.

Des indicateurs comme l’indice Big Mac, construit initialement par The Economist, ou l’indice iPod, assez frustes, sont parfois utilisés à des fins pédagogiques.